# Paralastor atripennis
Paralastor atripennis är en stekelart som beskrevs av Perkins 1914. Paralastor atripennis ingår i släktet Paralastor och familjen Eumenidae. Inga underarter finns listade i Catalogue of Life.